# Klęska głodu w Etiopii (1983–1985)
Klęska głodu w Etiopii – katastrofa w Etiopii z lat 1983–1985, którą spowodowała zarówno susza, jak i sytuacja polityczna (nieustająca wojna domowa i nieudolne rządy wojska). Dotknęła szacunkowo 8 milionów osób (głównie w północnej części kraju) i spowodowała śmierć około 1 miliona osób. Klęska ta stała się przyczyną powstania trwałego wizerunku Etiopii jako typowego kraju głodu.

## Tło wydarzeń
Gospodarka Etiopii opiera się w przeważającej części na rolnictwie. Sektor ten zatrudnia około czterech piątych ludności zawodowo czynnej, a płody rolne stanowią 90 procent eksportowanych towarów. Najważniejszym produktem eksportowym jest kawa, której ojczyzną jest Etiopia. Szacunkowo około jednej czwartej ludności Etiopii żyje z produkcji kawy. Rolnictwo jest jednak z natury rzeczy zależne od wahań wysokości opadów, których skutki zaostrzane są dodatkowo przez trwającą od stuleci nadmierną eksploatację pastwisk i karczowanie obszarów leśnych.
Od lat 60. XX wieku rebelianci z północnej prowincji Erytrea walczyli o uzyskanie niepodległości. Również w innych regionach, m.in. w graniczącym z Erytreą Tigraju, dochodziło w latach 80. do niepokojów społecznych. Po obaleniu cesarza Hajlego Syllasjego w 1974 roku do władzy doszła komunizująca junta wojskowa Derg, która pod wodzą Mengystu Hajle Marjama kontynuowała walkę przeciw erytrejskim rebeliantom. Z tego względu zyski z eksportu nie przyczyniały się do rozwoju kraju, a wykorzystywane były na zakup broni i działania wojenne.
Już w latach 70. katastrofalna susza w Sahelu doprowadziła do spadku produkcji rolnej i głodu, a na początku lat 80. na nowo pogorszyła się sytuacja na północy Wyżyny Abisyńskiej (środkowa Erytrea, Tigraj, Wollo i częściowo w regionach Begemder i Szeua).

## Klęska głodu
Po niemal całkowitym zaniku produkcji rolnej w 1984 roku głód dotknął prawie 8 milionów osób w ogarniętych suszą regionach. Wielu głodujących uciekło do miast, takich jak Mekelie i Korem, i utworzyło tam „obozy głodu”.
Rok 1985 był kolejnym rokiem suszy, a na początku 1986 roku obszar dotknięty klęską głodu rozszerzył się także na południowe części wyżyny. Sytuację dodatkowo pogorszyła plaga szarańczy i około 5,8 miliona osób było całkowicie zależnych od pomocy humanitarnej. Klęska pochłonęła łącznie szacunkowo milion ofiar.

## Reakcje
Reportaż stacji BBC z 1984 roku na temat głodu w Etiopii zaszokował opinię publiczną w krajach uprzemysłowionych. Świat obiegły zdjęcia umierających dzieci, takich jak trzyletniej wówczas Birhan Woldu, która zyskała smutną sławę jako „twarz głodu” (the face of the famine).
W reakcji na reportaże zebrana została, zwłaszcza w ramach projektów muzycznych, ogromna ilość datków na rzecz głodujących. W 1984 roku brytyjski zespół gwiazd Band Aid nagrał przebój „Do They Know It’s Christmas?”, a rok później Bob Geldof i Midge Ure zorganizowali koncerty Live Aid, podczas których wystąpiły największe wówczas zachodnie gwiazdy muzyki rockowej i popowej. Rządy krajów uprzemysłowionych znalazły się wtedy pod presją podjęcia działań.
Walki na części dotkniętych głodem terytoriów oraz uboga infrastruktura znacznie utrudniały jednak dostarczanie pomocy. Etiopski rząd spotkał się z szeroką krytyką, gdy wykazał się niezdolnością lub brakiem woli do skutecznej walki z głodem.
Rząd przymuszał również działające w Etiopii organizacje humanitarne do wsparcia szeregu kontrowersyjnych projektów. W ten sposób około 600 tysięcy rolników z dotkniętych suszą regionów na północy kraju zostało przesiedlonych przez rząd – częściowo pod przymusem – na zasobniejsze w wodę południe. Ludność ta nie otrzymała tam jednak żadnej dalszej pomocy. Wielu rolników uciekało przed przesiedleniem, a wielu przesiedlonych próbowało wrócić w ojczyste strony. Według organizacji ochrony praw człowieka w wyniku przesiedleń zmarło kilkadziesiąt tysięcy osób. Organizacja Lekarze bez Granic donosi, że z powodu wymuszonego wsparcia rządowych projektów międzynarodowe akcje pomocy dla Etiopii doprowadziły do śmierci więcej osób, niż zostało uratowanych.
W czasie klęski głodu z Etiopii wyemigrowało również wiele tysięcy osób – kraj opuściło m.in. wielu etiopskich Żydów zamieszkujących dawniej północne połacie kraju bezpośrednio przy granicy z Sudanem. W ramach Operacji Mojżesz około 8000 z nich zostało w 1984 roku przewiezionych z Sudanu do Izraela.